# Dalton Transactions
Dalton Transactions è una rivista accademica che si occupa di chimica. Nel 2014 il fattore d'impatto della rivista era di 4,197.